# Maria Pia Calzone
Maria Pia Calzone (Reino, 10 ottobre 1967) è un'attrice italiana.

## Biografia
Nata a Reino, in provincia di Benevento ma cresciuta a Napoli, è laureata in lettere con specializzazione in arte contemporanea, e si è poi diplomata al Centro sperimentale di cinematografia di Roma.
Debutta al cinema nel 1988 con Chiari di luna di Lello Arena. Nel 2002 ricopre la parte della moglie del protagonista Christian Bale, nel film statunitense Equilibrium di Kurt Wimmer.
Negli anni 2000 ottiene i primi ruoli da protagonista: nel 2005 è la donna trans Desideria nel film Mater Natura e nel 2007 interpreta la Madonna ne L'inchiesta di Giulio Base.
Attiva in televisione, ha partecipato a E poi c'è Filippo di Maurizio Ponzi, Don Matteo 5 di Giulio Base e Ad occhi chiusi di Alberto Sironi. Nel 2014 interpreta Immacolata Savastano, la protagonista femminile della serie TV Gomorra.
Nell'ottobre 2015 è nelle sale cinematografiche con Io che amo solo te tratto dal best seller di Luca Bianchini e diretto da Marco Ponti, dove interpreta Ninella Torres.
Nel 2015 inoltre prende parte al videoclip dell'inedito Non ho che te di Luciano Ligabue.
Nel novembre 2016 è nelle sale cinematografiche con La cena di Natale, sequel di Io che amo solo te, anch'esso tratto dall'omonimo romanzo di Luca Bianchini e diretto da Marco Ponti, ancora nel ruolo di Ninella.
Nel 2016 inizia a registrare le puntate per la serie TV Sirene, andata in onda l'anno seguente su Rai 1.
Nel 2017 partecipa a due film: Napoli velata di Ferzan Özpetek e I peggiori di Vincenzo Alfieri. Nel 2018 viene diretta da Carlo Verdone in Benedetta follia, oltre a tantissimo teatro.
Dal 9 giugno 2020 è socio fondatore e membro del Consiglio Direttivo dell'Unione Nazionale Interpreti Teatro e Audiovisivo (UNITA). È anche ambasciatrice di Telethon.

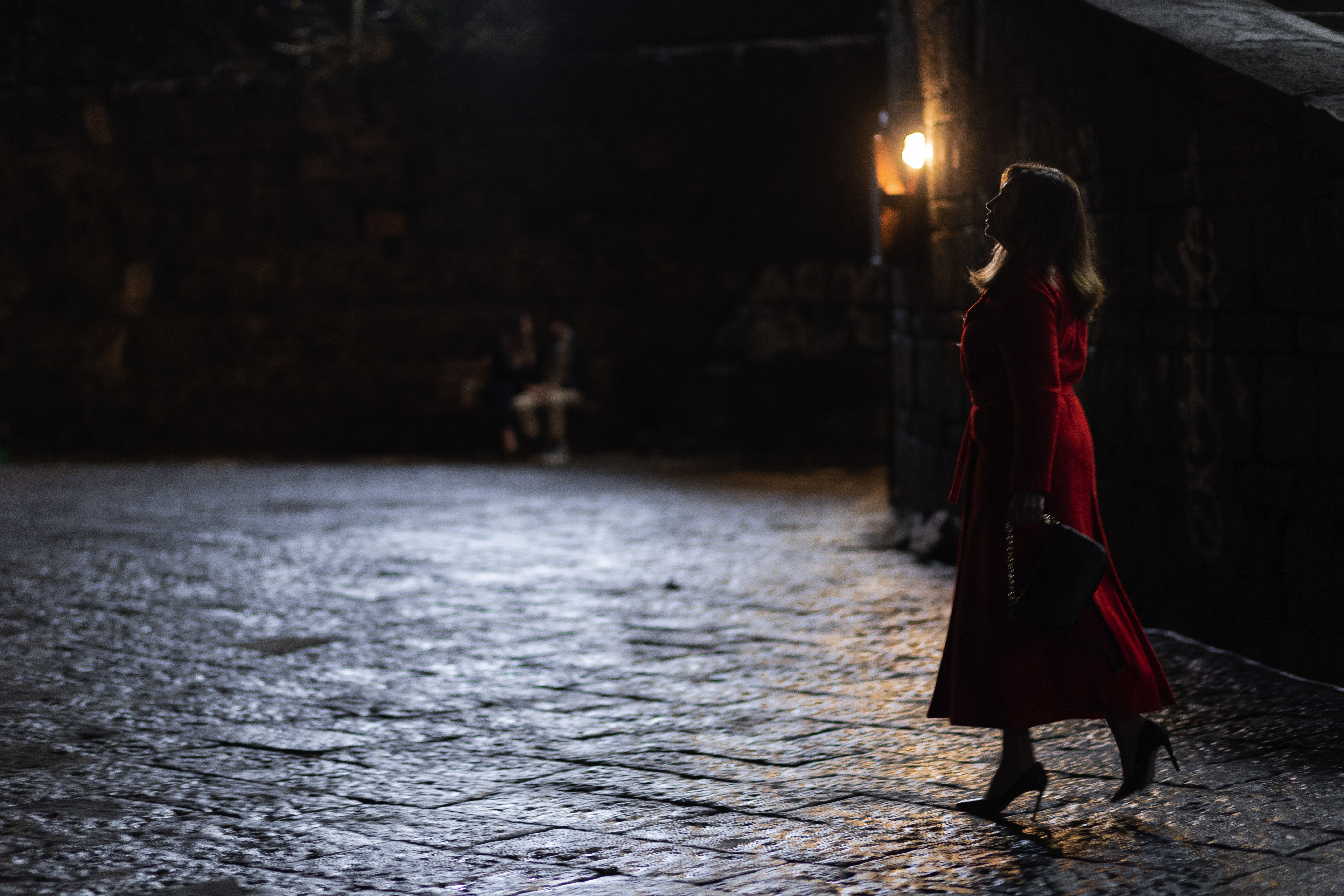
Maria Pia Calzone in una scena di SottoCoperta

Tra aprile e maggio 2023 è stata partecipe, con Antonio Folletto, alle riprese del film SottoCoperta, prodotto da Minerva Pictures, Tile Storytellers, Bronx Film e Flicktales, per la regia di Simona Cocozza selezionato al Bif&st di Bari.

## Filmografia

### Attrice

#### Cinema
- Chiari di luna, regia di Lello Arena (1988)
- Dall'altra parte del mondo, regia di Arnaldo Catinari (1992)
- Finalmente insieme, regia di Eleonora Fiorini, episodio del film De Generazione (1994)
- Segreto di Stato, regia di Giuseppe Ferrara (1995)
- Cash Express, regia di Federico Bruno (1995)
- La bruttina stagionata, regia di Anna Di Francisca (1996)
- Figurine, regia di Giovanni Robbiano (1997)
- Matrimoni, regia di Cristina Comencini (1998)
- Ribelli per caso, regia di Vincenzo Terracciano (2001)
- Un Aldo qualunque regia di Dario Migliardi (2002)
- Equilibrium, regia di Kurt Wimmer (2002)
- Pater Familias, di Francesco Patierno (2003)
- Mater Natura, di Massimo Andrei (2005)
- Marcello Marcello, regia di Denis Rabaglia (2008)
- Aspromonte, regia di Hedy Krissane (2012)
- Io che amo solo te, regia di Marco Ponti (2015)
- Dobbiamo parlare, regia di Sergio Rubini (2015)
- La cena di Natale, regia di Marco Ponti (2016)
- I peggiori, regia di Vincenzo Alfieri (2017)
- Napoli velata, regia di Ferzan Özpetek (2017)
- Benedetta follia, regia di Carlo Verdone (2018)
- SottoCoperta, regia di Simona Cocozza (2023)

#### Televisione
- Il conte di Montecristo (Le Comte de Monte Cristo), regia di Josée Dayan – miniserie TV (1998)
- Distretto di Polizia – serie TV, episodio 1x05 (2000)
- Sei forte maestro – serie TV (2000)
- Padre Pio, regia di Carlo Carlei – miniserie TV (2000)
- Donne di mafia, regia di Giuseppe Ferrara – miniserie TV (2001)
- Distretto di Polizia 3 – serie TV, episodio 3x12 (2002)
- Salvo D'Acquisto, regia di Alberto Sironi – miniserie TV (2003)
- E poi c'è Filippo, regia di Maurizio Ponzi – miniserie TV (2006)
- Don Matteo 5 – serie TV (2006)
- L'inchiesta, regia di Giulio Base – miniserie TV (2007)
- Era mio fratello, regia di Claudio Bonivento – miniserie TV (2007)
- L'avvocato Guerrieri - Ad occhi chiusi, regia di Alberto Sironi – film TV (2008)
- Il coraggio di Angela, regia di Luciano Manuzzi – miniserie TV (2008)
- R.I.S. Roma 2 - Delitti imperfetti – serie TV, episodio 2x06 (2011)
- Anita Garibaldi, regia di Claudio Bonivento – miniserie TV (2012)
- Gomorra - La serie – serie TV, 12 episodi (2014)
- Sirene – serie TV (2017)
- Una storia chiamata Gomorra - La serie, regia di Marco Pianigiani – docuserie (2021)
- Non ti pago, regia di Edoardo De Angelis – film TV (2021)
- Resta con me – serie TV (2023)
- La voce che hai dentro – serie TV, 8 episodi (2023)
- Gomorra - La serie: 10 anni dopo, regia di Max De Carolis - documentario (2024)

#### Cortometraggi
- Cronaca fedele di un amore a lieto fine, regia di Gabriele Muccino (1991)[7]
- La casa rosa, regia di Roberta Brambilla (1992)
- Il corridoio, regia di Vittorio Badini Confalonieri (2002)
- Per le gambe di Lalla, regia di Giacomo Mondadori (2003)
- In casa d'altri, regia di Paolo Tripodi (2003)

### Doppiatrice
- Gatta Cenerentola, regia di Alessandro Rak, Ivan Cappiello, Marino Guarnieri, Dario Sansone (2017)

## Teatro
- Amleto, regia di T. Russo
- Sogno di una notte..., regia di Lello Arena
- Le Gemelle di Copì, regia di C. Casini (1995)
- Amleto, regia di Klough e di Nicolaj Karpov
- Tre bicchieri di cristallo di e regia di Alessandro Mistichelli, con Alberto Bognanni, Federica Lenzi e Marta Salaroli. (2002)
- Le Troiane, regia di B. Tobias e J. Mesalles per la Scuola d’arte catalana di Barcellona
- Lisistrata, regia di B. Tobias e J. Mesalles per Scuola d'arte catalana di Barcellona
- Bestialità di Dario D'Ambrosi, con Francesco Montanari prodotto da Teatro Patologico (2014-2015)[8]
- Provando... Dobbiamo parlare di Carla Cavalluzzi, Diego de Silva e con Sergio Rubini, con Isabella Ragonese e Fabrizio Bentivoglio, prodotto da Nuovo Teatro (2015-2016)[9]